# Xian de Wanzai
Le xian de Wanzai (万载县 ; pinyin : Wànzǎi Xiàn) est un district administratif de la province du Jiangxi en Chine. Il est placé sous la juridiction de la ville-préfecture de Yichun.

## Démographie
La population du district était de 465 652 habitants en 1999.